# Comté de Tipperary-Sud
Le comté de Tipperary-Sud (en irlandais Tiobraid Árann Theas) est un ancien comté de la république d'Irlande situé dans la province du Munster. Il comprend 52 % du territoire du comté de Tipperary.
Sa superficie est de 2 257 km2 pour 83 221 habitants. Le comté a été créé dans les mêmes circonstances que son voisin du Tipperary-Nord. Ces deux derniers furent réunifiés en 2014.

## Principales villes du comté
La ville principale est Clonmel.
Les autres centres importants sont Carrick-on-Suir, Cashel, Cahir, et Tipperary.

## Divers
Le Comté possède le plus bas taux de mortalité infantile du pays en 2004 : 0,9 décès pour 1000 habitants contre 2,9 pour le Nord Tipperary et 3,4 pour Dublin.